# الأمير أندرو وفضيحة إبستين
«الأمير أندرو وفضيحة إبستين» هي حلقة من برنامج الأخبار والشؤون الجارية على قناة بي بي سي نیوزنایت الذي تم بثه على قناة بي بي سي الثانية في 16 نوفمبر 2019. في البرنامج الذي تبلغ مدته 58 دقيقة، أجرت إميلي مايتليس [الإنجليزية] مقابلة مع الأمير أندرو، دوق يورك حول علاقته بجيفري إبستين، الممول الأمريكي والمدان بارتكاب جرائم جنسية. تلقت ردود أندرو في المقابلة ردود فعل سلبية من وسائل الإعلام والجمهور. في مايو 2020، أُعلن أنه سينسحب إلى أجل غير مسمى من أدواره العامة.

## الخلفية
في مارس 2011، ذكرت بي بي سي نيوز أن صداقة الأمير أندرو، دوق يورك، مع الممول الأمريكي والمدان بارتكاب جرائم جنسية جيفري إبستين كانت تنتج «سيلًا ثابتًا من الانتقادات»، مع دعوات له بالتنحي عن دوره كمبعوث تجاري. كما تعرض الدوق لانتقادات في وسائل الإعلام بعد أن كشفت زوجته السابقة سارة فيرغسون أنه ساعد في ترتيب سداد إبستين 15،000 جنيه إسترليني من ديونها. بعد إطلاق سراح إبستين من السجن، تم تصوير أندرو في ديسمبر 2010 وهو يتجول معه في سنترال بارك أثناء زيارة لمدينة نيويورك. في يوليو 2011، تم إنهاء دور الدوق كمبعوث تجاري ويقال إنه قطع جميع العلاقات مع إبستين.
في 30 ديسمبر 2014، زعمت دعوى قضائية رفعها المحاميان برادلي جيه إدواردز وباول جي. كاسيل في محكمة فلوريدا أن الأمير أندرو كان أحد الشخصيات البارزة العديدة التي شاركت في أنشطة جنسية مع قاصر تم تحديدها لاحقًا باسم فرجينيا جيوفري، والتي يُزعم أن إبستين قام بتهريبها لممارسة الجنس معها. زعمت جيوفري (المعروفة آنذاك باسمها قبل الزواج فرجينيا روبرتس) أنها مارست الجنس مع أندرو في ثلاث مناسبات، بما في ذلك رحلة إلى لندن في عام 2001 عندما كانت تبلغ من العمر 17 عامًا، وفي وقت لاحق في نيويورك وفي ليتل سانت جيمس، جزر فيرجن الأمريكية. زعمت أن إبستين دفع لها 15000 دولار لممارسة الجنس مع الدوق في لندن. تُظهر سجلات الرحلات الجوية أن الدوق وجيفري كانا في الأماكن التي تزعم أن الجنس حدث فيها.
كما تم تصوير أندرو وجيوفري معًا مع ذراعه حول خصرها، ومساعدة إبستين، غيسلين ماكسويل، واقفة في الخلفية، وقد ادعى أنصار الدوق مرارًا وتكرارًا أن الصورة مزيفة ومحررة. صرحت جيوفري أنها تعرضت لضغوط لممارسة الجنس مع أندرو و«لم تجرؤ على الاعتراض» لأن إبستين، من خلال الاتصالات، كان بإمكانه «قتلها أو اختطافها». تمت تسوية قضية مدنية رفعتها جيوفري ضد الأمير أندرو لاحقًا مقابل مبلغ لم يتم الكشف عنه في فبراير 2022.
في أغسطس 2019، كشفت وثائق المحكمة المرتبطة بقضية تشهير بين جيوفري وماكسويل أن فتاة ثانية، جوهانا شوبرغ، قدمت أدلة تزعم أن الأمير أندرو وضع يده على صدرها أثناء وجوده في قصر إبستين لالتقاط صورة مع دمية سبتينج إيمج [الإنجليزية] الخاصة به. بحلول نهاية أغسطس 2019، نشرت مجلة ذا نيو ريببلك تبادلًا للبريد الإلكتروني بين جون بروكمان وإيفجيني موروزوف من سبتمبر 2013 حيث ذكر بروكمان رؤية رجل بريطاني يُلقب بـ«آندي» يتلقى تدليكًا للقدم من امرأتين روسيتين في مقر إقامة إبستين في نيويورك في سبتمبر 2010. وأضاف أنه أدرك «أن المتلقي لتدليك قدم إيرينا كان صاحب السمو الملكي الأمير أندرو دوق يورك».

## المحتوى
في نوفمبر 2019، رتبت قناة بي بي سي نیوزنایت مقابلة بين الأمير أندرو وإميلي مايتليس [الإنجليزية]، حيث روى علنًا تعاملاته مع إبستين لأول مرة. تم تسجيل المقابلة في قصر باكنغهام في 14 نوفمبر وتم بثها في 16 نوفمبر.
قال الأمير أندرو إنه التقى إبستين في عام 1999 من خلال جيسلين ماكسويل؛ تتناقض هذه الرواية مع الرواية التي قدمها السكرتير الخاص للدوق في عام 2011، والذي قال إن الاثنين التقيا في «أوائل التسعينيات». قال الدوق إنه لم يندم على صداقته مع إبستين، قائلاً «الأشخاص الذين التقيت بهم والفرص التي أتيحت لي للتعلم إما من قبله أو بسببه كانت مفيدة للغاية في الواقع».
أنكر الأمير أندرو ممارسة الجنس مع جيوفري في 10 مارس 2001، كما ادعت، لأنه قال إنه كان في المنزل مع بناته بعد حضور حفلة في بيتزا إكسبرس في ووكينغ مع ابنته الكبرى الأميرة بياتريس. قال الدوق إنه «لا يتذكر أبدًا لقاء» جيوفري، وأنه «لا يتذكر على الإطلاق» صورة التقطت له مع جيوفري في منزل غيسلين ماكسويل في لندن. قال الدوق إنه أجرى تحقيقات لتحديد ما إذا كانت الصورة مزيفة، لكنها لم تكن حاسمة. كما ادعى أنه لم يكن في الطابق العلوي في منزل ماكسويل وتساءل عن ملابسه، قائلاً إن الملابس التي ارتداها في الصورة كانت «ملابس سفره» التي لم يرتدها أثناء وجوده في البلاد.
أضاف الأمير أندرو أيضًا أن ادعاءات جيوفري حول الرقص معه في ترامب ترامب [الإنجليزية] بينما كان متعرقًا كانت كاذبة بسبب فقدانه مؤقتًا القدرة على التعرق بعد «جرعة زائدة من الأدرينالين» أثناء حرب الفوكلاند. أخبر «عدة أطباء» صحيفة ذا تايمز أنهم لا يصدقون هذا التفسير، حيث أن جرعة الأدرينالين الزائدة تسبب عادة التعرق المفرط لدى البشر. قيل سابقًا أن والدته إليزابيث الثانية لم تُشاهد وهي تتعرق في الأماكن العامة، مما يثير احتمالية الإصابة بفقدان التعرق الوراثي (على الرغم من أن هذا لم يكن التفسير الذي قدمه الدوق).
اعترف الأمير أندرو بالبقاء في قصر إبستين لمدة ثلاثة أيام في عام 2010، بعد إدانة إبستين بارتكاب جرائم جنسية ضد قاصر، ووصف الموقع بأنه «مكان مناسب للإقامة». ومع ذلك، قال: «ألوم نفسي يوميًا» على القرار «لأنه لم يكن شيئًا يليق بعضو من العائلة المالكة»، مضيفًا أنه «خذل الجانب». قال الدوق إنه التقى إبستين لغرض وحيد وهو قطع أي علاقة مستقبلية معه، قائلاً إنه «الشيء المشرف والصحيح الذي يجب القيام به». وقال عن نفسه إنه شخص «مشرف للغاية». وقال أيضًا إنه إذا «حان الوقت» (وبعد التشاور مع فريقه القانوني)، فسيكون على استعداد للإدلاء بشهادته تحت القسم بشأن ارتباطاته بإبستين.

## ما بعد ذلك
اعتقدت مايتليس ونیوزنایت أن المقابلة تمت الموافقة عليها من قبل الملكة إليزابيث الثانية، على الرغم من أن «المطلعين على القصر» الذين تحدثوا إلى صحيفة ذا صنداي تلغراف نفوا ذلك. استقال أحد المستشارين الرسميين للأمير أندرو قبل بث المقابلة مباشرة. على الرغم من أن الدوق كان مسرورًا بالمقابلة – حيث ورد أنه أعطى مايتليس وفريق نيوزنايت جولة في قصر باكنغهام – إلا أنها تلقت ردود فعل سلبية من وسائل الإعلام والجمهور، سواء داخل المملكة المتحدة أو خارجها. وُصفت المقابلة بأنها «حادث سيارة» و«مستوى انفجار نووي سيئ» وأسوأ أزمة علاقات عامة للعائلة المالكة منذ وفاة ديانا، أميرة ويلز.
وصفت هانا بارديل، عضو البرلمان عن ليفينجستون آنذاك، المقابلة بأنها «مقززة» وصرحت، «الأمير أندرو ليس لديه أي ندم أو اعتبار للنساء اللواتي تعرضن للإساءة ومن الواضح أنه لا يرى مشكلة في كونه صديقًا لإبشتاين ... إن الإساءة المنهجية للسلطة أمر لا يصدق». كتبت صحيفة الغارديان، «لقد كان تبادلًا يلخص عدم التوافق الغريب بين لغة دوق يورك وسلوكه وخطورة الادعاءات التي لا تزال تحيط به؛ بين الانغماس الذاتي البليد للأمير وما نعرفه عن الاستغلال الجنسي المروع للفتيات المراهقات من قبل صديقه».
في 20 نوفمبر 2019، أعلن بيان من قصر باكنغهام أن الأمير أندرو سيعلق واجباته العامة «في المستقبل المنظور». كان القرار، الذي اتخذ بموافقة إليزابيث الثانية، مصحوبًا بإصرار على تعاطف الدوق مع ضحايا إبستين. في الأيام التي أعقبت المقابلة، تخلى أندرو عن دوره كمستشار لجامعة هدرسفيلد. أعلنت شركة المحاسبة كيه بي إم جي أنها لن تجدد رعايتها لمخطط أندرو الريادي بيتش@بلايس، كما سحب ستاندرد تشارترد دعمه. أكد القصر لاحقًا أن أندرو سيتنحى عن جميع رعاياته البالغ عددها 230.
في 28 يناير 2020، صرح المدعي العام الأمريكي جيفري بيرمان أن الأمير أندرو لم يقدم «أي تعاون» مع المدعين الفيدراليين ومكتب التحقيقات الفيدرالي فيما يتعلق بالتحقيقات الجارية في إبستين، على الرغم من وعده الأولي في مقابلة نيوزنايت عندما قال إنه على استعداد لمساعدة السلطات. في أبريل 2020، ورد أن كأس دوق يورك للأبطال الشباب لن يتم لعبها بعد الآن، بعد إيقاف جميع الأنشطة التي تقوم بها مؤسسة الأمير أندرو الخيرية. تم الكشف في الشهر التالي عن أن المؤسسة كانت قيد التحقيق من قبل لجنة الأعمال الخيرية بشأن بعض القضايا التنظيمية حول 350 ألف جنيه إسترليني من المدفوعات إلى سكرتيرته الخاصة السابقة أماندا ثيرسك.
وفقًا لصحيفة ذا تايمز، اعتبر كبار الموظفين في الجيش البريطاني والبحرية الملكية أن أندرو يمثل إحراجًا للجيش واعتقدوا أنه يجب تجريده من أدواره العسكرية. ذكرت مجلة نيوزويك أن غالبية المواطنين البريطانيين يعتقدون أنه يجب تجريد أندرو من ألقابه وتسليمه إلى الولايات المتحدة.
في مايو 2020، أُعلن أن الأمير أندرو سيستقيل بشكل دائم من جميع أدواره العامة بسبب علاقاته مع إبستين.
في عام 2021، قالت سيغريد ماكاولي، إحدى محاميات فرجينيا جيوفري، إنها تعتقد أن المقابلة ستعزز القضية ضد أندرو في الدعوى القانونية التي رفعتها جيوفري ضده. صرحت ماكاولي أن المقابلة ستكون جزءًا من القضية ضد أندرو.

## الجوائز
فاز مايتليس بجائزة مقدم الشبكة لهذا العام في حفل توزيع جوائز الجمعية الملكية للتلفزيون للصحافة التلفزيونية في عام 2020، بينما حصلت المقابلة على جائزة مقابلة العام وجائزة أفضل خبر لهذا العام.
تم ترشيح الحلقة وفريق الإنتاج في فئة التغطية الإخبارية في حفل توزيع جوائز الأكاديمية البريطانية للتلفزيون لعام 2020.

## في الثقافة الشعبية
نشرت فرقة ذا كونتس [الإنجليزية] أغنية تسخر من ادعاء أندرو بأنه لا يستطيع التعرق، وادعاءه بأنه كان في بيتزا إكسبرس ووكينج؛ بعنوان الأمير أندرو هو شخص متعرق [الإنجليزية] ووصلت إلى المرتبة 20 في قوائم المملكة المتحدة.

## التكييفات
نشرت سام ماكاليستر، من بين منتجي برنامج نیوزنایت، مذكراتها حقائق: وراء كواليس المقابلات الأكثر إثارة للصدمة التي أجرتها بي بي سي (2022)، حول دورها في الحصول على المقابلة مع الأمير أندرو والقضايا ذات الصلة. في يوليو 2022، أُعلن أنه سيتم اقتباس فيلم من كتابها. بدأ التصوير في أوائل عام 2023. بعنوان سكوب، كتبه بيتر موفات وأخرجه فيليب مارتن. بطولة جيليان أندرسون وروفوس سويل، تم إصداره في عام 2024 وهو متاح على نتفليكس. تم إصدار المسلسل التلفزيوني القصير فضيحة ملكية للغاية في وقت لاحق من ذلك العام.

## للقراءة الإضافية
- McAlister, Sam (14 Jul 2022). Scoops: Behind the Scenes of the BBC's Most Shocking Interviews (بالإنجليزية). Simon and Schuster. Chapters 10–12. ISBN:9780861544417. Archived from the original on 2024-12-26.

## وصلات خارجية
- «الأمير أندرو وفضيحة إبستين: مقابلة مع برنامج نیوزنایت» على بي بي سي عبر الإنترنت (بالإنجليزية)
- الأمير أندرو وفضيحة إبستين: مقابلة مع برنامج نیوزنایت على يوتيوب (بالإنجليزية)
- بي بي سي نيوز – نص المقابلة (بالإنجليزية)
- «الأمير أندرو وفضيحة إبستين» على قاعدة بيانات الأفلام على الإنترنت (بالإنجليزية)